# Gørding skole Fortuna
Gørding Skole Fortuna er en afdeling af folkeskolen Fortunaskolen siden skolerne blev lagt sammen i 2015 beliggende i Gørding.
Skolen hed oprindeligt Gørding realskole. Skolen var den nyeste ud af 6 skoler i Gørding. Skolen blev hurtigt stor og i dag er det den eneste skole i Gørding.
Skolen er en del af Fortunaskolen som er 5 afdelinger i Esbjerg Kommune.
Før skolesammenlægningerne i Esbjerg Kommune hed skolen Gørding Skole.